# Raklinovo
Raklinovo (în bulgară Раклиново) este un sat în Obștina Aitos, Regiunea Burgas, Bulgaria.

## Demografie
Componența etnică a satului Raklinovo
     Turci (83,97%)
     Bulgari (5,76%)
     Nicio identificare (10,25%)
     Altele (0%)
La recensământul din 2011, populația satului Raklinovo era de 156 locuitori. Din punct de vedere etnic, majoritatea locuitorilor (83,97%) erau turci, cu o minoritate de bulgari (5,76%). Pentru 10,25% din locuitori nu este cunoscută apartenența etnică.